# Lasiocercis madagascariensis
Lasiocercis madagascariensis är en skalbaggsart som först beskrevs av Stefan von Breuning 1945.  Lasiocercis madagascariensis ingår i släktet Lasiocercis, och familjen långhorningar.
Artens utbredningsområde är Madagaskar. Inga underarter finns listade i Catalogue of Life.